# Kvindehjerter
Kvindehjerter er en dansk stum melodramafilm fra 1912 produceret af Kinografen og instrueret af Einar Zangenberg efter eget manuskript.
Filmen havde dansk premiere den 4. november 1912 i Kinografens egen biograf på Frederiksberggade i København. 

## Handling
Den unge pige Dora besøger sin veninde, lægedatteren Louise i lægens bolig. En dag kommer telegram fra lægens plejesøn Robert, der i hovedstaden har bestået lægeeksamen med 1. karakter, og at han kommer hjem samme eftermiddag. Dagene går i det lille hjem, og Robert og Dora bliver forelskede og Robert tilstår Dora sin kærlighed, men de unge holder deres følelser skjult fra de øvrige. En dag kommer lægen ud for en ulykke, da en hest løber af vejen, og på sit sygeleje kalder lægen Robert og sin datter Louise til sig, og fortæller dem, at det er hans ønske, at de to skal blive forenede. Louise kender ikke andre mænd end Robert og giver sit samtykke. Robert kan ikke overvinde at fortælle sin velgører, at han allerede har valgt en anden, og han bøjer hovedet og samtykker. 
Lægen dør kort efter, og Dora ser sin livslykke forsvinde. Hun forstår dog Roberts valg, og for at få fred vælger hun at blive sygeplejerske på et hospital. Robert overtager lægepraksissen. En dag kommer Roberts ven Charles på besøg, hvilket er en velkommen afveksling i det triste liv på landet. Charles bliver forelsket i Louise, der opdager, at der er forskel på venskabet med Robert og på virkelig kærlighed. Robert overrasker Charles og Louise og sender Charles bort. Louise trygler ham om at blive, men Charles har lovet sin ven at rejse. Da Charles har forladt lægeboligen, gribes han af tungsind og kaster sig i havnen. Forkommen bringes han på hospitalet. Da Louise læser om det i avisen, besvimer hun med nervefeber, men hun vågner op og slæber sig til hospitalet, hvor hun finder Charles. De forenes i et kys, og udånder begge to. Sygeplejersken Dora finder de to døde elskende og forfærdes. Hun overbringer budskabet til Robert og trøster ham i hans sorg. De to finder sammen til sidst, og tiden vil nok læge alle sår.

## Medvirkende
- Frederik Christensen - Lægen
- Johanne Fritz-Petersen - Louise, lægens datter
- Ivar From - Robert, lægens plejesøn
- Edith Buemann Psilander - Dora, Louises veninde
- Knud Almar - Charles Storm, Roberts ven